# توماس كينت
توماس كينت (بالإنجليزية: Thomas Kent)‏ هو ثوري أيرلندي، ولد في 29 أغسطس 1865 في Castlelyons ‏ في جمهورية أيرلندا، وتوفي في 9 مايو 1916 في Collins Barracks, Cork ‏ في جمهورية أيرلندا بسبب إعدام رميا بالرصاص.